# 磁芯

磁芯是一块具有高磁导率的磁性材料，它可以用來限制和引导电气、机电和磁性设备（例如電磁鐵、变压器、电动机、发电机、电感元件）中的磁场，它由铁磁性金属（例如铁）或亚铁磁性化合物（例如鐵氧體）制成。
相比没有磁芯的情况，磁芯可以将电磁线圈中的磁场强度提高数百倍。然而磁芯也有副作用。在交流电设备中，磁芯会引起能量损耗（磁芯损耗），磁芯中通常使用 具有低矯頑力和磁滯的“軟”磁性材料。

## 核心材料
根據安培環路定律，電流通過纏繞成線圈的導線會在線圈中心產生磁場。線圈廣泛應用於電磁鐵、電感器、變壓器、電動機和發電機等電子元件。沒有磁芯的線圈稱為「空芯」線圈。在線圈中心添加一塊鐵磁性或亞鐵磁性材料，可使磁場增加數百倍或數千倍；這稱為磁芯。導線的磁場穿透磁芯材料，將其磁化，從而磁芯的強磁場增加了導線產生的磁場。磁芯增加的磁場量取決於磁芯材料的磁導率。由於渦電流和磁滯現象等副作用會導致與頻率相關的能量損失，因此在不同頻率下使用的線圈採用不同的磁芯材料。
在某些情況下，損耗是不希望的，並且在非常強的場飽和的情況下可能會成為問題，並且使用“空氣芯”。仍可使用前者；一塊材料，例如塑膠或複合材料，可能不具有任何顯著的磁導率，但僅將線圈固定到位。

## 常用結構

### 直圓柱桿

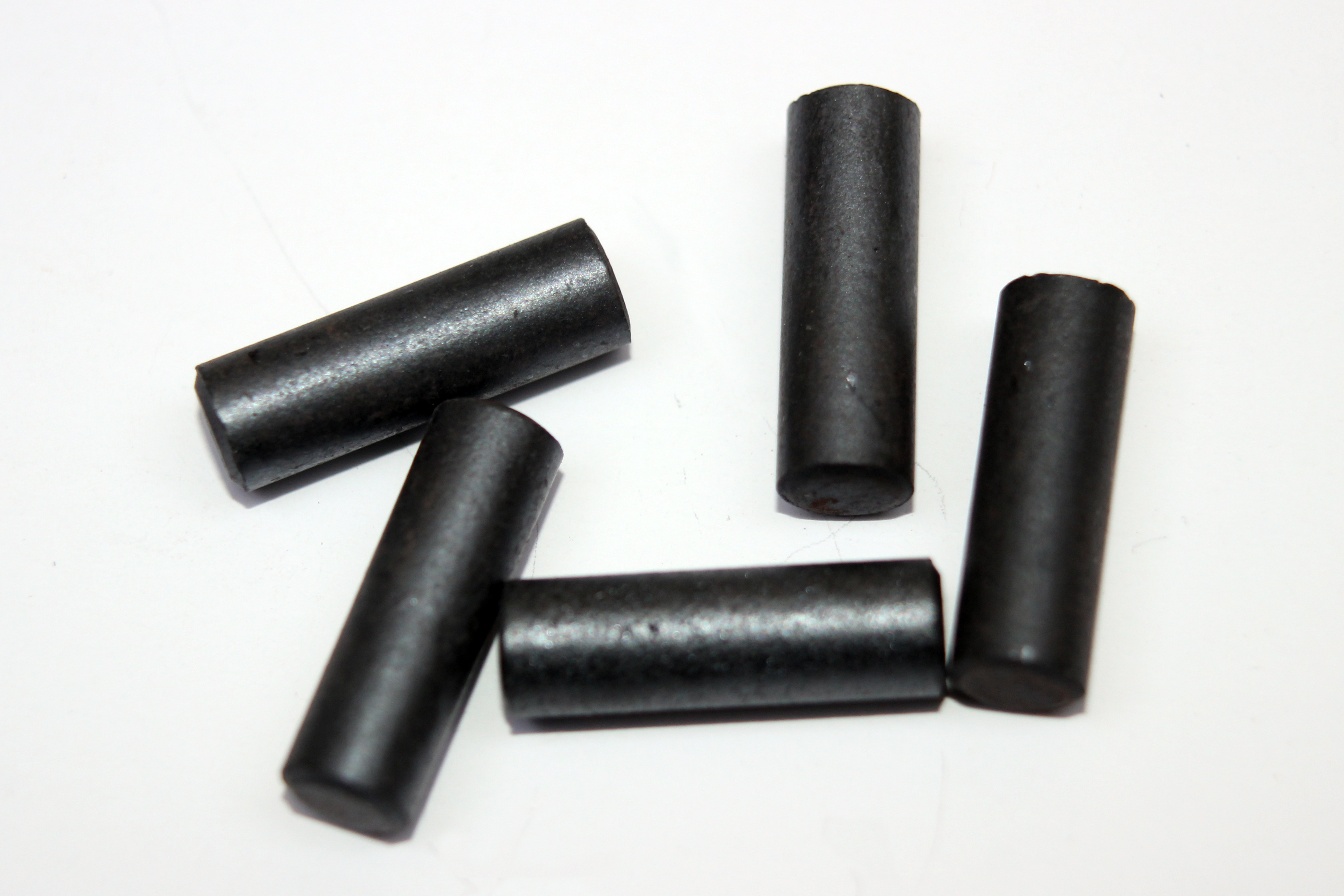

最常見的是由鐵氧體或鐵粉製成，用於收音機，特別是用於調諧電感器。線圈纏繞在桿上，或形成線圈形式，桿在裡面。將桿移入或移出線圈會改變通過線圈的磁通，並可用於調整電感。通常，桿上有螺紋，以便可以用螺絲起子進行調整。在無線電電路中，一旦調諧電感器以防止磁芯移動，就會使用 一滴蠟或樹脂。
高磁導率磁芯的存在增加了電感，但磁力線仍必須穿過空氣從棒的一端到達另一端。空氣路徑確保電感器保持線性。在這種類型的電感器中，輻射發生在桿的末端，在某些情況下電磁幹擾可能是一個問題。

### 單 I 型
類似圓柱形桿，但呈方形，很少單獨使用。這種類型的磁芯最有可能出現在汽車點火線圈中。

### C 型或 U 型磁芯
C 型和U 型磁芯與I形或另一個C形或U形磁芯一起使用，製成方形封閉磁芯，這是最簡單的封閉磁芯形狀。繞組可以放置在磁芯的一側或兩側。

### E 型核心
E形磁芯是更對稱的解決方案，可形成閉合磁系統。大多數時候，電路纏繞在中心腿上，其截面積是每個單獨的外腿截面積的兩倍。在三相變壓器鐵芯中，腿的尺寸相同，並且所有三個腿都被繞製。

### 環形磁芯
此設計基於環形線圈（與甜甜圈形狀相同）。線圈穿過圓環上的孔並纏繞在外側。理想的線圈均勻地分佈在環面的整個圓週上。這種幾何形狀的對稱性在磁芯內部產生了一個環形磁場，並且缺乏尖銳的彎曲將幾乎將所有磁場限制在磁芯材料上。這不僅使得變壓器能量轉換效率變高，而且還減少了線圈輻射的電磁干擾。

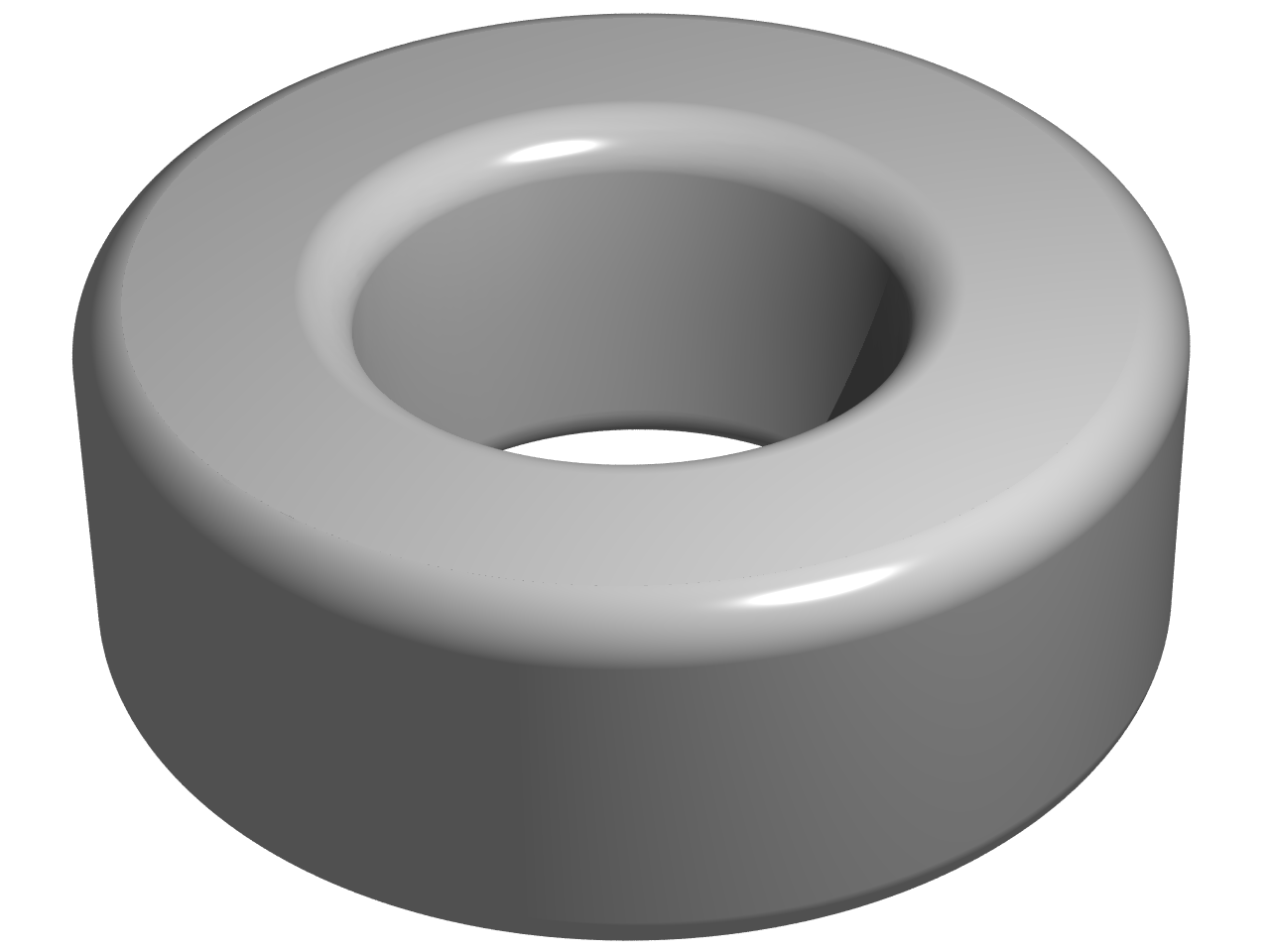
環形磁芯

它在需要以下特性的應用中很受歡迎：單位質量和體積的功率重量比、低電源嗡嗡聲和最小的電磁干擾。此類應用之一是音頻功率放大器的電源供應。限制它們用於通用應用的主要缺點是透過環面中心纏繞導線的固有困難。
與分裂鐵芯（由兩個元件組成的鐵芯，如一對E鐵芯）不同，環形鐵芯的自動繞線需要專用機械。環形線圈的可聽雜訊（例如電源嗡嗡聲）較少，因為磁力不會對磁芯施加彎矩。芯部僅受到壓縮或拉伸，圓形形狀在機械上較穩定。

## 外部連結
- Online calculator for ferrite coil winding calculations
- What are the bumps at the end of computer cables?
- How to use ferrites for EMI suppression via Wayback Machine by Murata Manufacturing